# Karawanki

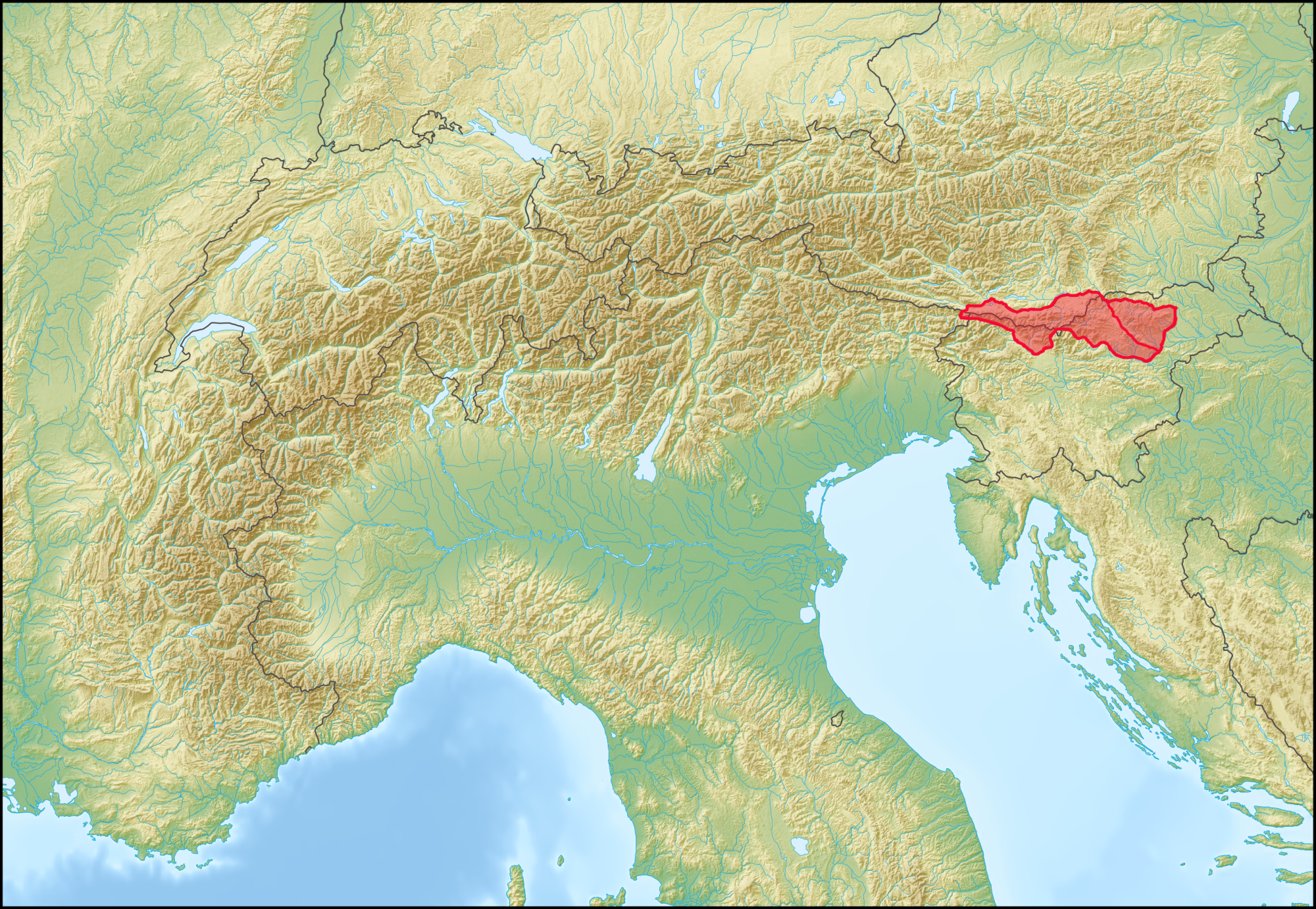
Karawanki na mapie Alp.

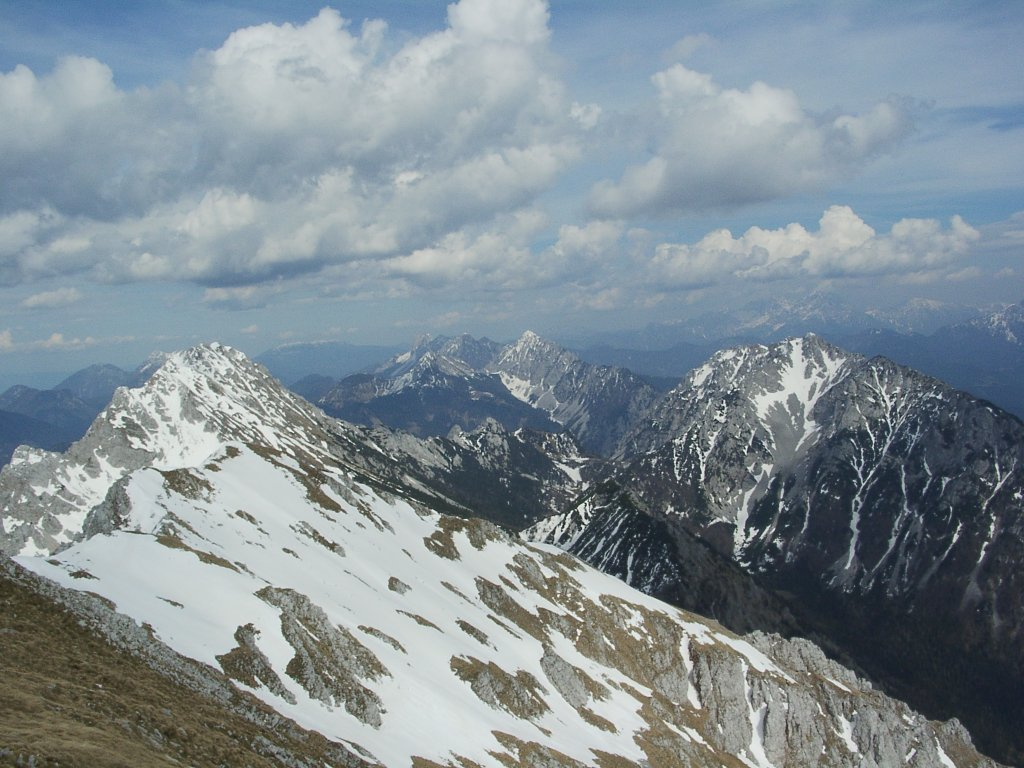
Widok na wschodnią część Karawanków ze szczytu Hochstuhl/Stol.

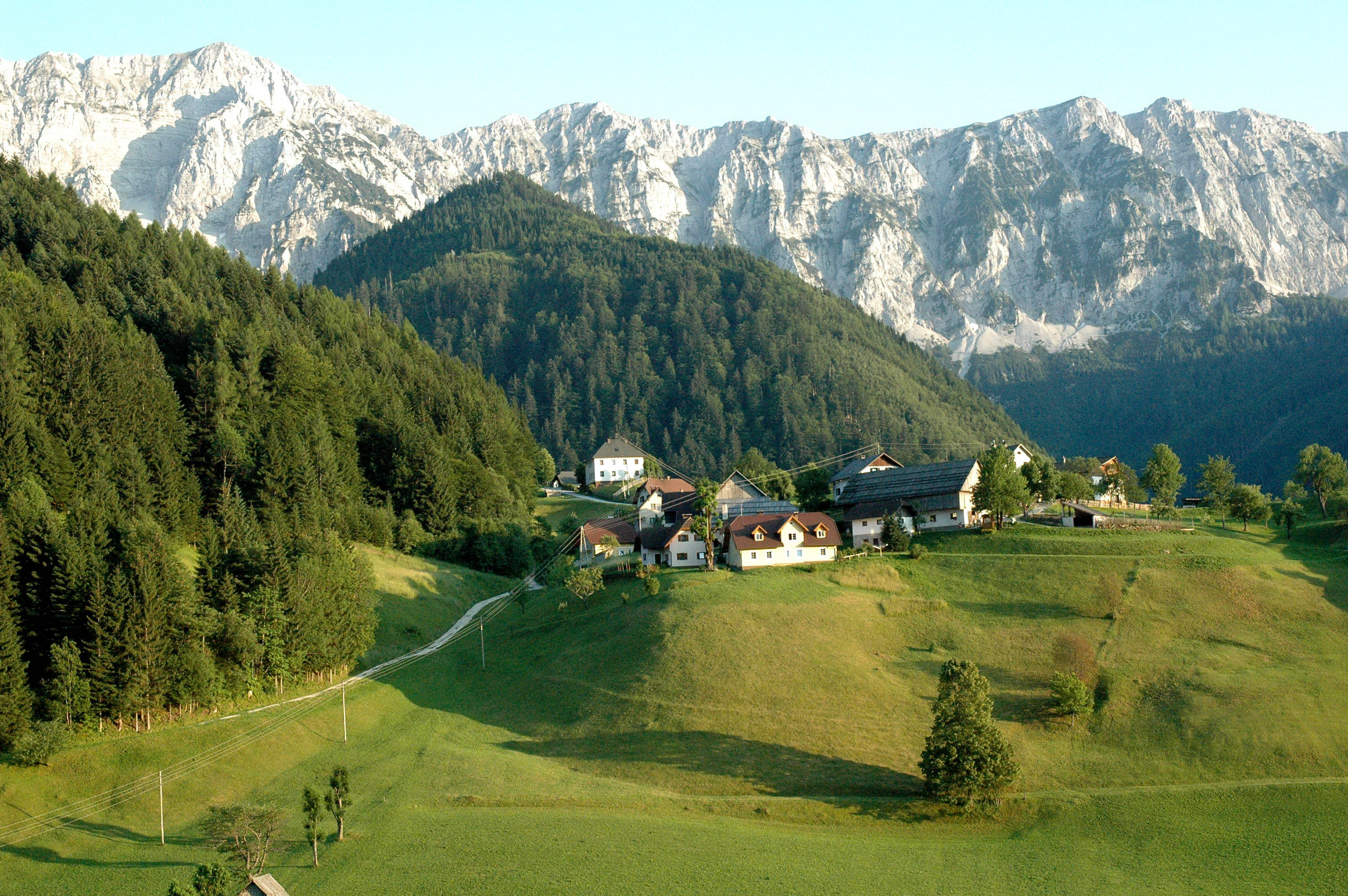
Masyw Košuta.

Karawanki (niem. Karawanken, słoweń. Karavanke) – pasmo górskie długości 120 km na pograniczu Słowenii i Austrii, część Południowych Alp Wapiennych. Jedno z najdłuższych pasm górskich w Europie.
Przecina je uskok, oddzielający dwie płyty tektoniczne: adriatycką od eurazjatyckiej. Geograficznie i geologicznie dzieli się na wyższe Karawanki Zachodnie oraz niższe Karawanki Wschodnie.
Najważniejsze szczyty:
- Hochstuhl/Stol (2236 m),
- Vrtača (2180 m),
- Mittagskogel/Kepa (2143 m),
- Hochobir (2139 m),
- Košuta (2136 m),
- Petzen/Peca (2126 m),
- Hainschturm (2092 m),
- Begunjščica (2060 m),
- Palec/Selenitza (2027),
- Geissberg/Kozjak (2016 m).

Pod masywem przebiegają tunele: drogowy i kolejowy, łączące Austrię i Słowenię. Obydwa tunele mają długość niemal 8 km.